# Чагаджыкчай
Чагаджыкча́й или Чигаджукчай (Чагаджукчай, Чига-Джугчай; азерб. Cağacıqqçay, Caqacuqçay) — горная река на севере Азербайджана, берущая начало на северо-восточных склонах Главного Кавказского хребта и впадающая в Каспийское море. Длина реки — 70 км. Площадь водосборного бассейна — 288 км². Расход воды — 1,8 м³/с. Используется для орошения.

## Топонимика
Гидроним «Чигаджукчай» является синонимом гидронима «Агджачай» и означает «каскадная река» (азерб. çağlayan çay) или «бурно текущая река». Название расположенного на реке села Джагаджуг происходит от названия реки Чигаджукчай.

## География
Река Чигаджукчай протекает через Губинский и Хачмазский районы Азербайджанской Республики. Она берёт своё начало на территории Губинского района, на северо-восточных склонах Большого Кавказского хребта, на Ерфинском хребте, на склоне горы Булуд, на высоте 1780 м. Протекает в северо-восточном направлении через сёла Зыхыр, Кюрдах, Ханагях, Меджгехаджа, Рустов, Гамгам, Софикенд, Юхары Кардаш, Ашагы Кардаш, Пирвагид, Кючай, Джагаджуг Губинского района и далее через сёла Кадималикышлак, Калаган, Кейрамаз, Араб, Илхычы Хачмазского района и впадает в Каспийское море.

## Геология
Река Чигаджукчай питается подземными и осадочными водами. Доля поверхностных вод изменяется от 4 до 10 %.
Бассейн реки сложен отложениями сарматского яруса верхнего миоцена, общая мощность которых достигает более 1400 м. Мощность отложений нижнего сарматского яруса в пределах бассейна реки составляет 150 м. Также участвуют кварцевые пески чокракского горизонта неогеновой толщи.

## Галерея
- Долина реки к югу от села Ханагях
- Верховье реки к югу от села Ханагях
- Водопад Ханагях на правом притоке реки к югу от села Ханагях
- Долина реки к югу от села Кюрдах